# Дом печати (Рига)
Дом печати (латыш. Preses nams) — одно из первых высотных зданий в столице Латвии Риге, предназначенное для размещения редакций латвийских газет и журналов. Расположено на острове Кипсала. Построено в 1973—1978 годах, затраты на строительство составили около 20 млн рублей.

## Описание здания
Здание сооружено на монолитном каркасе, имеет 20 рабочих этажей и два технических наверху. При его строительстве впервые в Латвии была применена скользящая опалубка, специальное оборудование и домкратные стержни для которой были изготовлены в Минске. Ядро башни на 26 этажей (с подвала до технического этажа) подняли в беспрецедентные сроки — 35 дней. Руководила проектом Елена Агеевна Пожарская, начальник СУ-55 треста «Ригапромстрой». Обустройство здания производилось железобетонным каркасом, с установкой колонн в гнездо и монтажом стенок жёсткости. В день монтировали до 4 этажей. Однако дальнейшее строительство затянулось на 6 лет, так как применялись трудоёмкие решения: ванная сварка, отливка панелей из шок-бетона, потребовавшая новой дорогостоящей оснастки и затрат времени и денег.
Высота здания составляет 75 метров. К высотному зданию прилегало противопоставленное ему двухэтажное, но занимающее большую площадь здание типографии.
В здании имелось бомбоубежище, рассчитанное на 250 человек.
Для внешней отделки всего комплекса использовались бетонные панели, натуральный мрамор и гранит, в конференц-зале дерево.

## Назначение здания и его первоначальное использование
С 1978 года в здании располагались редакции газет ЦК Компартии Латвии, Верховного Совета Латвийской ССР и Совета министров Латвийской ССР «Cīņa» (на латышском языке, 4—5 этажи) и «Советская Латвия» (на русском языке, 6—7 этажи), ЦК ЛКСМ Латвии «Padomju Jaunatne» (10 этаж) и «Советская молодёжь» (11 этаж), Рижского городского комитета компартии Латвии и Рижского городского совета народных депутатов «Rīgas Balss» (вечерняя газета на латышском и русском языках, находилась на 8—9 этажах), Госагропрома «Lauku avīze», Министерства культуры «Literatūra un māksla», Республиканского комитета по физкультуре и спорту «Sports», журналов «Горизонт», «Даугава» (литературный), «Dadzis» (сатирический), «Ezītis» (детский), «Коммунист Советской Латвии», «Padomju Latvijas sieviete» (рус. «Женщина Советской Латвии»). На 17—18 этажах находился Главлит — цензура, которая просматривала все материалы изданий перед передачей готовой вёрстки на печать.
В центральной части первого этажа и цокольном этаже располагались вестибюль с почтовым отделением, пунктом приема платных объявлений, киоском «Союзпечати», 2 столовые (дневная и круглосуточная), кафе «Зебра», киноконцертный зал на 600 мест, библиотека на 20 этаже.
В двухэтажном корпусе располагалась газетно-журнальная типография издательства ЦК Компартии Латвии, сданная в эксплуатацию первой — в 1977 году. В ней было размещено новейшее на момент запуска офсетное оборудование, а высотная часть была оборудована пневмопочтой, позволявшей отправлять тексты и гранки в типографию с любого этажа высотного здания и получать оттуда оттиски на корректуру.

## Роль размещённой в «Доме печати» прессы в 1980-е
Дом печати стал одним из центров творческой мысли, где журналисты разных изданий общались в неформальной обстановке, задумывали совместные проекты и совершали карьерные шаги. Из городской или отраслевой газеты можно было перейти на повышение в партийную, а оттуда — в собкоры центральных газет или аппарат ЦК Компартии Латвии, Рижского горкома КПЛ или ЛКСМ, Рижского горисполкома.
Журналист «Советской молодёжи» Павел Мухортов после серии научно-популярных репортажей «М-ский треугольник» даже попал в Центр подготовки космонавтов.
Здесь же в перестроечные времена начали развиваться идеи латышского национального возрождения — Атмоды, провозвестниками которых стали молодежная газета Padomju Jaunatne и сельская Lauku avīze.
С избранием в 1990 году Верховного Совета, в котором большинство получили сторонники Народного фронта Латвии, и провозглашением Декларации о восстановлении независимости, уже 30 мая комиссия во главе с редактором газеты Literatūra un Māksla (Литература и искусство) Янисом Шкапарсом поставила вопрос о «перенятии Издательства ЦК Компартии Латвии в собственность государства и народа», поскольку вложенные Компартией Латвии 20 млн рублей давно окупились, а издательская деятельность очень доходна и приносит прибыль в размере 10 млн рублей в год. Шкапарс утверждал, что передача издания прессы в ведение ЦК Компартии Латвии в 1965 и 1967 годах была незаконной. На запрос латвийского парламента Совет Министров СССР вынес отрицательное постановление, поручив Совету министров Латвийской ССР «не допустить самовольного присвоения предприятий, зданий, оборудования и другого имущества КПСС, а Министерству внутренних дел СССР — обеспечить охрану имущества КПСС на территории Латвийской ССР, в первую очередь Издательства ЦК Компартии Латвии, Института истории партии, партийного архива, Дома политпросвещения, автобазы ЦК Компартии Латвии». Во время дискуссии в Верховном Совете Шкапарсу задавали вопросы депутаты А.Провиденко, Е.Ягупец, А. Алексеев. Депутат В. Алкснис пояснил, что решение о передаче издательства в ведение ЦК Компартии Латвии в 1965 году принял Комитет по печати Совета министров Латвийской ССР, а уже в 1967 году — ЦК КПСС. Юрист А. Грутупс сначала пытался обосновать возможное перенятие имущества статьями 4 и 6 Гражданского кодекса о порядке восстановления государственной собственности, однако в конце концов заявил, что «у высшего законодательного органа есть полное юридическое право объявить об общенациональном статусе объекта и решить судьбу Дома печати. Это морально и законно».
2 января 1991 года по приказу МВД СССР и по просьбе ЦК Компартии Латвии здание Дома печати перенял под свой контроль Рижский ОМОН. В знак протеста около 1000 журналистов и работников типографии покинули рабочие места и прекратили выпуск печатной продукции.

## История здания в 1990-е годы
В 1990-е годы множество работавших ранее в прессе журналистов и новичков создали частные издания, уплотнив помещения Дома печати. Таким редакциям хватало 2-3 комнат, которые они снимали в аренду у акционерного общества Preses Nams, в которое в результате приватизации и акционирования превратилось Издательство ЦК КПЛ. Таким образом в Доме печати обосновались «Балтийская газета», «Бизнес&Балтия», «СМ-реклама», «Суббота», «Панорама Латвии». «Русский путь», «Бизнес-Шанс», «Praktiskais Latvietis». Продолжали выходить как частные издания Neatkarīgā Rīta Avīze (преемница газеты Cīņa), преемница «Советской молодёжи» «CМ-сегодня», Rīgas Balss, Sporta avīze.
Все они печатались в типографии Дома печати.
В июне 1998 года на аукционе контрольный пакет акций Preses Nams за 5,05 млн латов приобрела Ventspils Nafta. Первым шагом нового владельца стало повышение цен аренды, побудившее издателей искать новые помещения вне Дома печати.

## Уход прессы в 2000-е
В начале 2000-х годов помещения в Доме печати стали пустеть, новых арендаторов не находилось. Ventspils Nafta пыталась продать имущество за 15 млн евро, однако датский покупатель Kristensen Baltic счёл цену завышенной и от сделки отказался.
Тем временем в Риге развернулся бум недвижимости, в ходе которого Кипсалу стали позиционировать как рижский Манхэттен — место перспективной многоэтажной застройки. Дочерняя компания недвижимости АО Ventspils Nafta Nekustamie īpašumi VN решила включиться в эту кампанию и провела конкурс на лучшее архитектурное видение будущего занятого Домом печати участка земли площадью почти 60 тыс. м² на ул. Баласта дамбис. В нем победило предложение архитектурного бюро Tugalev LTV, согласно которому на месте Дома печати должны были появиться 4 здания высотой до 150 метров (40 этажей), стоимостью свыше 220 млн евро.
Однако эти планы не реализовались. В 2017 году прежний владелец здания (Латвийское пароходство) продало его дочернему предприятию — литовской компании Lords LB Asset Management — за 16,8 миллионов евро. В сентябре 2018 года представитель британской гостиничной компании InterContinental Hotels Group (IHG) Лига Трегере сообщила, что в здании в сентябре 2022 года откроется первая в Латвии гостиница сети Holiday Inn на 280 номеров, с конференц-залом на 400 мест и фитнес-залом.
В январе 2020 года владелец здания получил разрешение строительной управы Рижской думы на снос типографского комплекса Дома печати и бассейна рядом с ним. Планы строительства гостиницы сменились планом развития коммерческого бизнес-района общей площадью 100 тыс. кв.м.

## Курьёзы и происшествия
- 4 ноября 1997 года, в 21.30, в редакции газеты «Бизнес&Балтия» на 9 этаже Дома печати произошёл пожар. Сначала сотрудники газеты и Дома печати локализовали пламя своими силами, потом подоспели пожарные. Номер был сдан благодаря поддержке коллег из газеты «Час», за что редакция выразила свою благодарность на страницах своего издания[13]. Опасность пожаров в Доме печати связана с тем, что несущий каркас здания построен вокруг 75-метровой шахты лифта, находящейся в центре, которая при попадании огня стала бы огромной вытяжной трубой, что привело бы к катастрофическому пожару. Поэтому в Доме печати в советское время регулярно проходили учения гражданской обороны, когда все сотрудники редакции обучались быстро выходить через пожарную лестницу, расположенную в торце Дома печати, обращенном к Рижскому заливу. Этот торец состоял из широких лоджий.
- 510 ступенек по узкой лестнице преодолел на велосипеде Кристап Скудра, чтобы попасть на крышу Дома печати. Так многократный чемпион Латвии решил прорекламировать велотриал — вид спорта, в основу которого положено преодоление препятствий на велосипеде. Путь до крыши (более 20 этажей) занял у Скудры 10 минут, — написала газета «Час» 12 апреля 2003 года[14].